# Psilotrichum axilliflorum
Psilotrichum axilliflorum är en amarantväxtart som beskrevs av Karl Suessenguth. Psilotrichum axilliflorum ingår i släktet Psilotrichum och familjen amarantväxter. Inga underarter finns listade i Catalogue of Life.